# Kasper Lorentzen
Kasper Wellemberg Lorentzen (ur. 19 listopada 1985 w Hvidovre) – duński piłkarz występujący na pozycji pomocnika, po zakończeniu kariery zawodniczej również trener piłkarski.

## Kariera klubowa
Lorentzen zawodową karierę rozpoczynał w 2003 roku w klubie Brøndby IF z Superligaen. W tych rozgrywkach zadebiutował 22 listopada 2003 roku w wygranym 3:1 meczu z Herfølge BK. W 2004 roku wywalczył z zespołem wicemistrzostwo Danii. W 2005 roku zdobył z nim mistrzostwo Danii, puchar kraju oraz Puchar Ligi Duńskiej. 23 lipca 2005 roku w wygranym 2:0 spotkaniu z Silkeborgiem strzelił pierwszego gola w Superligaen. W 2006 roku ponownie wygrał z klubem rozgrywki Pucharu Ligi Duńskiej oraz wywalczył z nim wicemistrzostwo Danii. W 2008 roku zdobył drugi w karierze puchar kraju. Łącznie w barwach Brøndby rozegrał 89 ligowych spotkań, w których strzelił 11 goli.
W 2009 roku odszedł do zespołu Randers FC, również z Superligaen. Podpisał z nim 4-letni kontrakt. Pierwszy ligowy mecz zaliczył w nim 19 lipca 2009 roku przeciwko SønderjyskE Fodbold (0:1). W 2011 roku jego zespół spadł do 1. division. W styczniu 2012 roku został wypożyczony na pół roku do FC Nordsjælland.
W maju 2012 roku Nordsjælland ogłosiło wykupienie Lorentzena z Randers. W tym samym roku klub z Farum zdobył mistrzostwo Danii, a w następnym wywalczył wicemistrzostwo kraju. W styczniu 2013 roku Lorentzen doznał poważnej kontuzji kolana, po której wrócił do gry w sierpniu 2014 roku. W lutym 2015 roku zakończył karierę, co było spowodowane licznymi kontuzjami podczas jej trwania. W całej karierze rozegrał 199 spotkań w Superligaen, w których strzelił 26 goli.

## Kariera reprezentacyjna
Lorentzen występował w młodzieżowych reprezentacjach Danii. W pierwszej reprezentacji zadebiutował 11 sierpnia 2010 roku w zremisowanym 2:2 towarzyskim meczu z Niemcami. Jedyną bramkę w kadrze narodowej zdobył 12 października 2010 roku w spotkaniu eliminacji do mistrzostw Europy z Cyprem (2:0). Łącznie rozegrał w niej 6 oficjalnych spotkań w latach 2010–2012.

## Kariera trenerska
W 2019 roku został trenerem w młodzieżowych drużynach Brøndby IF. W styczniu 2023 roku objął funkcję asystenta trenera pierwszej drużyny Boldklubben af 1893. W grudniu 2024 roku został pierwszym trenerem seniorskiego zespołu tego klubu.